# Gurdaspur
Gurdaspur là một thành phố và là nơi đặt hội đồng đô thị (municipal council) của quận Gurdaspur thuộc bang Punjab, Ấn Độ.

## Địa lý
Gurdaspur có vị trí 32°02′B 75°31′Đ / 32,03°B 75,52°Đ Nó có độ cao trung bình là 242 mét (793 feet).

## Nhân khẩu
Theo điều tra dân số năm 2001 của Ấn Độ, Gurdaspur có dân số 67.455 người. Phái nam chiếm 53% tổng số dân và phái nữ chiếm 47%. Gurdaspur có tỷ lệ 78% biết đọc biết viết, cao hơn tỷ lệ trung bình toàn quốc là 59,5%: tỷ lệ cho phái nam là 80%, và tỷ lệ cho phái nữ là 75%. Tại Gurdaspur, 10% dân số nhỏ hơn 6 tuổi.